# Neritilia mimotoi
Neritilia mimotoi is een slakkensoort uit de familie van de Neritiliidae. De wetenschappelijke naam van de soort is voor het eerst geldig gepubliceerd in 2001 door Kano, Sasaki & Ishikawa.